# C12H14N4O4S
化学式C12H14N4O4S（摩尔质量：310.33 g/mol）可以指：
- 磺胺二甲氧嘧啶，CAS号：122-11-2
- 磺胺多辛，CAS号：2447-57-6

|  | 这个同类索引页列出了具有相同分子式的化学物（即同分異構體）条目。 除非您是有意链接至本页，否则应将相应条目的内部链接指向正确的条目。 |